# گیترزبرگ (مریلند)
گیترزبرگ (به انگلیسی: Gaithersburg) شهری در ایالت مریلند کشور ایالات متحده آمریکا است که جمعیت آن در سرشماری سال ۲۰۱۰ میلادی، ۵۹٬۹۳۳ نفر بوده‌است.